# CNN International
CNN International (CNNI) – amerykańska telewizja informacyjna, założona w 1985 przez Teda Turnera. Stacja nadająca programy informacyjne przez całą dobę, która należy do koncernu Warner Bros. Discovery.
Większość przekazów satelitarnych CNN jest zakodowana, m.in. z satelitów Hot Bird, których używają polskie platformy cyfrowe (Platforma Canal+ i Polsat Box). W Europie niekodowany sygnał cyfrowy jest dostępny z satelitów Astra 2 28.2°E oraz Astra 19,2°E.